# Xanthorhoe transjugata
Xanthorhoe transjugata är en fjärilsart som beskrevs av Louis Beethoven Prout 1923. Xanthorhoe transjugata ingår i släktet Xanthorhoe och familjen mätare. Inga underarter finns listade i Catalogue of Life.